# SMEX
SMEX（スモール・エクスプローラー・プログラム、英: Small Explorer program）はNASAの宇宙科学ミッション（開発、打ち上げ、運営、データ解析）を1億2000万ドル以下に抑えようとするプログラム。比較的小型（180-250 kg）で、観測目的を絞った人工衛星を迅速、かつ多数打ち上ることを推進する。

## 背景
最初の3つの観測機（第1セット）は1992年7月3日から1998年12月5日までに打ち上げられた。次の2つの観測機（第2セット）は1998年4月2日と1999年3月5日に打ち上げられた。これらは全てNASAのゴダード宇宙飛行センターにあるスモール・エクスプローラー・プロジェクトオフィス（Small Explorer Project Office）によって管理されていた。
1999年春、このオフィスは閉鎖され、第3セットよりミッションはゴダード宇宙中飛行センター監督の下、それぞれの研究責任者の下で管理すると発表した。

## 第一段階にあるミッション
第3セットとして選定された以下の3つの計画は、いずれも既に打ち上げが完了し、運用状況が異なる。
- Aeronomy of Ice in the Mesosphere (AIM) – 打ち上げ：2007年4月25日、主ミッション完了後も延長運用されたが、バッテリ劣化に伴い2023年3月13日に運用終了。再突入：2024年8月7日
- Interstellar Boundary Explorer (IBEX) – 打ち上げ：2008年10月19日、現在も運用中
- Nuclear Spectroscopic Telescope Array (NuSTAR) – 打ち上げ：2012年6月13日、現在も運用中

## 運用中・運用終了のミッション
- Fast Auroral Snapshot Explorer (FAST)
- Solar Anomalous and Magnetospheric Particle Explorer (SAMPEX)
- Submillimeter Wave Astronomy Satellite (SWAS)
- Transition Region and Coronal Explorer (TRACE)
- Reuven Ramaty High Energy Solar Spectroscopic Imager (RHESSI)
- Galaxy Evolution Explorer (GALEX)

## ミッション候補
2008年5月29日、NASAはSMEXの一環として6つの更なる計画候補を発表した。
- Coronal Physics Explorer (CPEX),
- Gravity and Extreme Magnetism SMEX (GEMS),[4]
- Interface Region Imaging Spectrograph (IRIS),
- Joint Astrophysics Nascent Universe Satellite (JANUS),
- Neutral Ion Coupling Explorer (NICE),[5]
- Transiting Exoplanet Survey Satellite (TESS).

2009年6月19日に、GEMSとIRISが選ばれたと発表されたが、2012年6月にGEMSは予算超過のため中止された。
IRISは、2013年6月に打ち上げられた。

## 失敗したミッション
- Wide Field Infrared Explorer (WIRE)